# Hans-Georg Gadamer-Gesellschaft für hermeneutische Philosophie
Die Hans-Georg Gadamer-Gesellschaft für hermeneutische Philosophie e. V. ist ein gemeinnütziger Verein zur Förderung von Wissenschaft und Forschung. Sie wurde am 2. Oktober 2021 gegründet und hat ihren Sitz am Philosophischen Seminar der Ruprecht-Karls-Universität Heidelberg. Die Aktivitäten der Gesellschaft dienen der wissenschaftlichen Erforschung, editorischen Erschließung und öffentlichkeitswirksamen Vermittlung des Werks und der internationalen Wirkungsgeschichte Hans-Georg Gadamers, des Begründers der philosophischen Hermeneutik im 20. Jahrhundert.

## Aktivitäten
Zu den Formaten und Förderungsinstrumenten der Gadamer-Gesellschaft zählen die Veranstaltung wissenschaftlicher Tagungen und Vortragsreihen, Seminare und Meisterklassen, die Publikation von Tagungsakten, die finanzielle oder konsiliarische Unterstützung von Projekten zur Gadamer-Forschung und – alle drei Jahre – die Vergabe des Gadamer-Preises für herausragende Leistungen auf den Gebieten der philosophischen oder geisteswissenschaftlichen Hermeneutik.
Gadamer-Preis
- 2022: Charles Larmore
- 2025: Barbara Cassin

Tagungen
- „Wissen und Verstehen in den Geisteswissenschaften heute“ – März 2022
- „Hermeneutik heute. Disziplinäre und transzdisziplinäre Perspektiven“ – Februar 2025

## Vorstand
Dem Vorstand der Gadamer-Gesellschaft gehören an: Carsten Dutt (als Präsident), Petra Gehring (als Vizepräsidentin), Dieter Teichert (als Schatzmeister), Andrea Gadamer und Peter König. Dem Wissenschaftlichen Beirat der Gadamer-Gesellschaft gehören an: Jean Grondin (als Vorsitzender), Martin Avenarius, Michael Erler, Maria Moog-Grünewald, Gerald Hartung, Stefan Rebenich und David Wellbery. Ex officio-Mitglieder des Beirats sind Ulrich von Bülow als Leiter der Abteilung Handschriften im Deutschen Literaturarchiv Marbach und Ingo Runde als Direktor des Universitätsarchivs Heidelberg.

## Kooperationen
Zu den wissenschaftlichen Kooperationspartnern der Gadamer-Gesellschaft zählt das Hans-Georg Gadamer-Forum für Philosophsiche Hermeneutik an der Bergischen Universität Wuppertal.